# Ubaldo Fillol
Ubaldo Matildo Fillol (* 21. července 1950 San Miguel del Monte, Buenos Aires, Argentina) je bývalý argentinský fotbalista, brankář.
S argentinskou fotbalovou reprezentací vyhrál mistrovství světa roku 1978. FIFA ho později zařadila do all-stars týmu tohoto turnaje. Hrál i na světovém šampionátu roku 1974 a 1982. Za národní tým odehrál 58 utkání.
Roku 1977 byl vyhlášen nejlepším fotbalistou Argentiny – jako vůbec první brankář. Roku 1999 ho Mezinárodní federace fotbalových historiků a statistiků zvolila 17. nejlepším brankářem 20. století.
Měl přezdívku el Pato (Kachna).